# Lomatium greenmanii
Lomatium greenmanii är en flockblommig växtart som beskrevs av Mildred Esther Mathias. Lomatium greenmanii ingår i släktet Lomatium och familjen flockblommiga växter. Inga underarter finns listade i Catalogue of Life.